# Isidre Nonell
Isidre Nonell i Monturiol (prononcé en catalan [iˈziðɾə nuˈneʎ] et appelé en espagnol : Isidro Nonell y Monturiol), né le 30 novembre 1872 à Barcelone en Espagne et mort le 21 février 1911 dans la même ville, est un artiste peintre et un dessinateur catalan appartenant aux courants du modernisme tardif et du post-impressionnisme, connu pour ses représentations expressives de personnes socialement marginalisées de la société barcelonaise.

## Biographie
Isidre Nonell est né en 1872 (et non en 1873, comme indiqué par certains biographes). Ses parents, Isidre Nonell i Torras de Arenys de Mar et Àngela Monturiol i Francàs de Barcelone, sont propriétaires d'une petite mais prospère usine de soupe de nouilles. En collaboration avec son ami d'enfance, Joaquim Mir, avec qui il fréquente la même école dans le quartier de Sant Pere dans la partie ancienne de la ville de Barcelone, il développe des ambitions artistiques à un âge précoce.
Figurent parmi ses premiers professeurs, notamment, Josep Mirabent, Gabriel Martínez Altés et Lluís Graner. De 1893 à 1895, il étudie à l'Escola de Belles Arts de Barcelona (la Llotja). Il y rencontre Ricard Canals, Ramon Pichot, Juli Vallmitjana, Adrià Gual et, brièvement, Joaquím Sunyer, avec lesquels il développe un intérêt pour la peinture de paysage, étudiant la lumière. L'étude de la lumière du soleil et de ses effets sur la couleur a été une partie essentielle de l'impressionnisme, qui était alors active. On les appelait le groupe du Safran pour les tons chauds qu'ils utilisaient, ainsi que le « groupe de Sant Martí » d'après le village où ils peignaient. Il est également ami avec les jeunes peintres Carles Casagemas, Manuel Pallarès et Pablo Picasso.
En 1894, il commence à produire des illustrations pour La Vanguardia. Il dessina ensuite pour d'autres périodiques, dont L'Esquella de la Torratxa (en), Barcelona Cómica (en), Pèl & Ploma (en), et Forma (ca).
En 1896, Nonell se rendit avec Ricard Canals et Juli Vallmitjana à la station thermale de Caldes de Boí dans les Pyrénées catalanes pour travailler à la station thermale gérée par la famille Vallmitjana. Là, il y vit un grand nombre de personnes souffrant de la maladie du crétinisme, qui devint un sujet de sa peinture.
En février 1897, il se rend à Paris avec Ricard Canals. Il y expose et partage un atelier avec Picasso. Il est retourné à Barcelone en 1900. Au début de l'année 1901, il peint des tableaux de femmes, telles que des femmes tziganes et ouvrières, et de natures mortes. Il expose deux fois dans la Sala París de Barcelone, en 1902 et 1903. La réaction à ses œuvres de pauvres gitanes était très hostile.
Il est mort à Barcelone, à l'âge de 38 ans.

## Œuvres
Les peintures à l'huile montrent l'influence de l'impressionnisme et du pointillisme exprimé d'une manière nouvelle. Les traits épais superposés les uns après les autres ne mélangent pas tout à fait les couleurs dans l'œil, laissant une impression directe d'émotion. Ses sujets, le plus souvent des femmes, sont les personnes pauvres et marginalisées de la société, typiques de l'« Espagne noire » : les femmes pauvres (souvent avec des enfants), les gitans, les soldats blessés rapatriés de la guerre de Cuba, et les gens souffrant de crétinisme.
Bien que ses dessins de magazines aient critiqué la société, ses autres œuvres témoignent d'un profond sentiment pour ceux qui ont souffert. Sa représentation franche de la pauvreté lui valut surtout critiques et rejet.

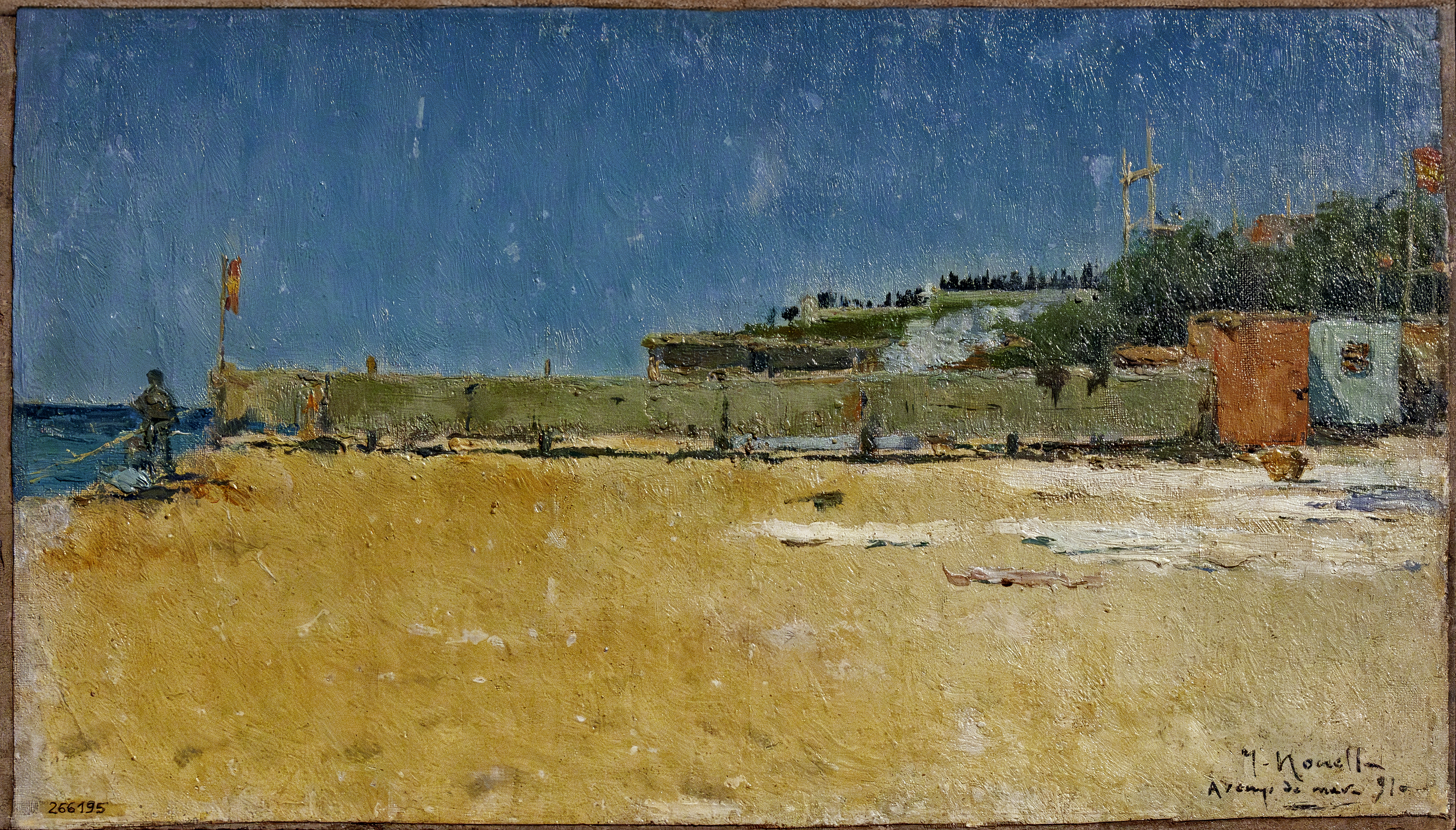
Arenys de Mar, 1891 MNAC
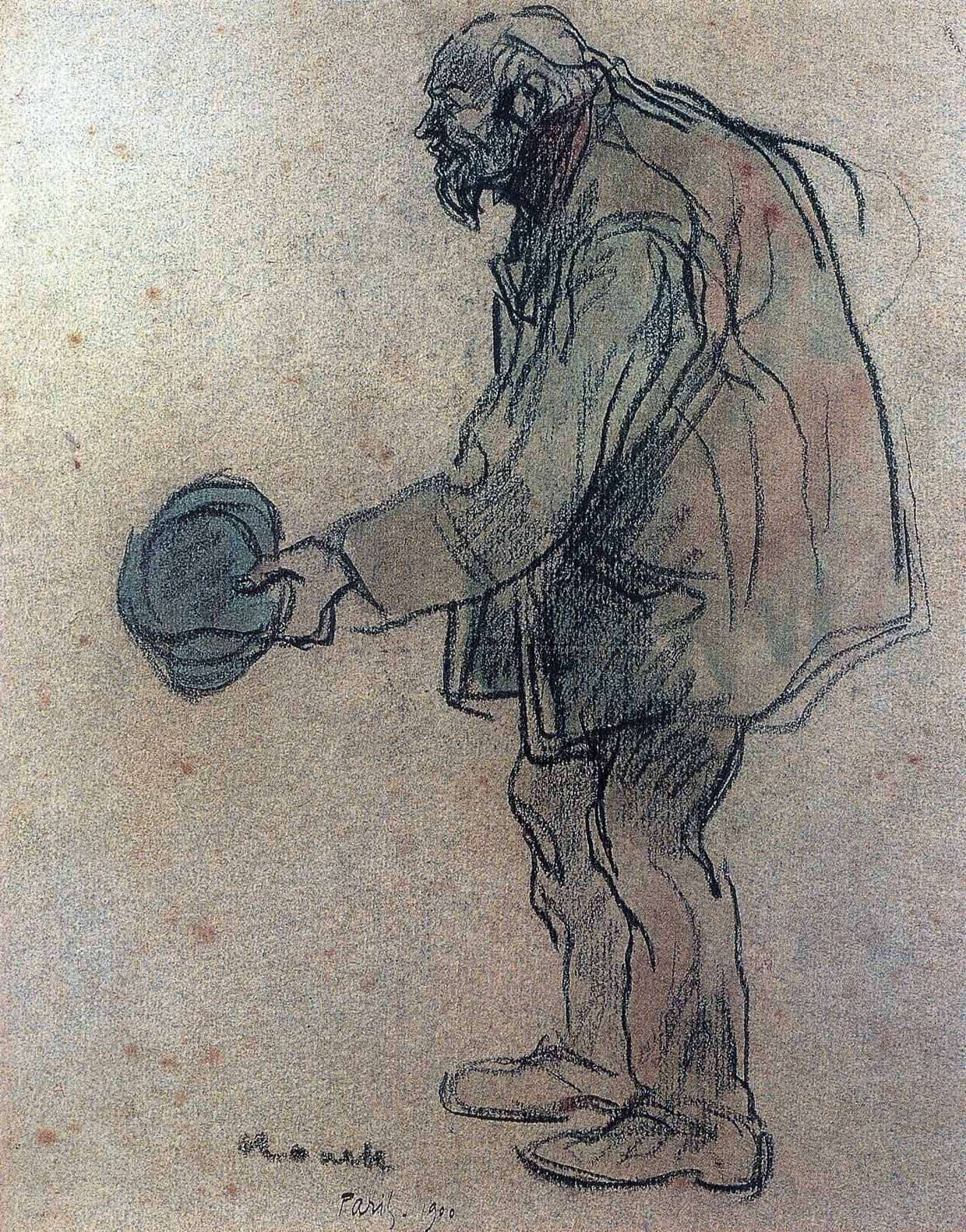
Dessin Captaire a París,1897
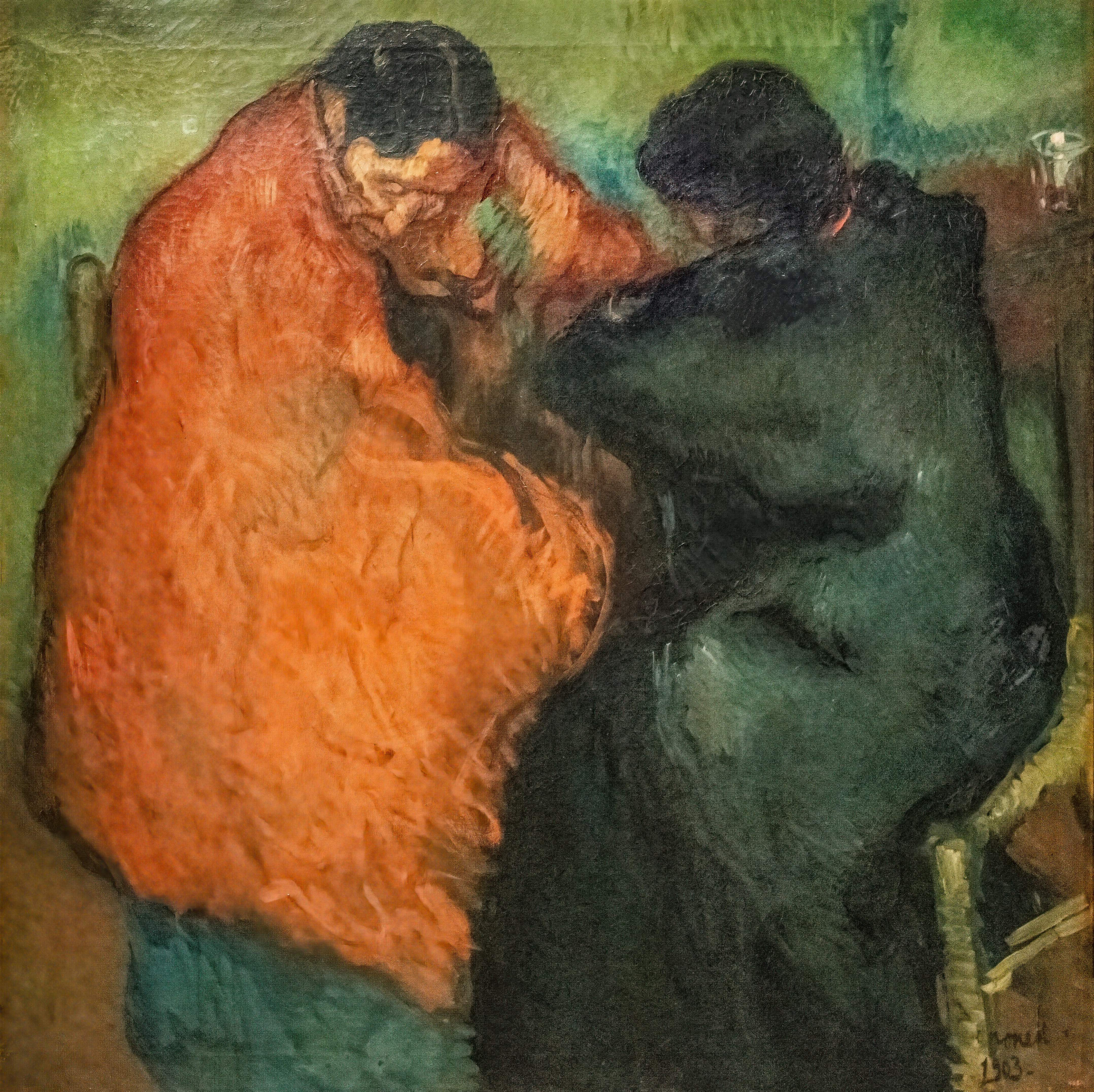
Dues gitanes, 1903 MNAC
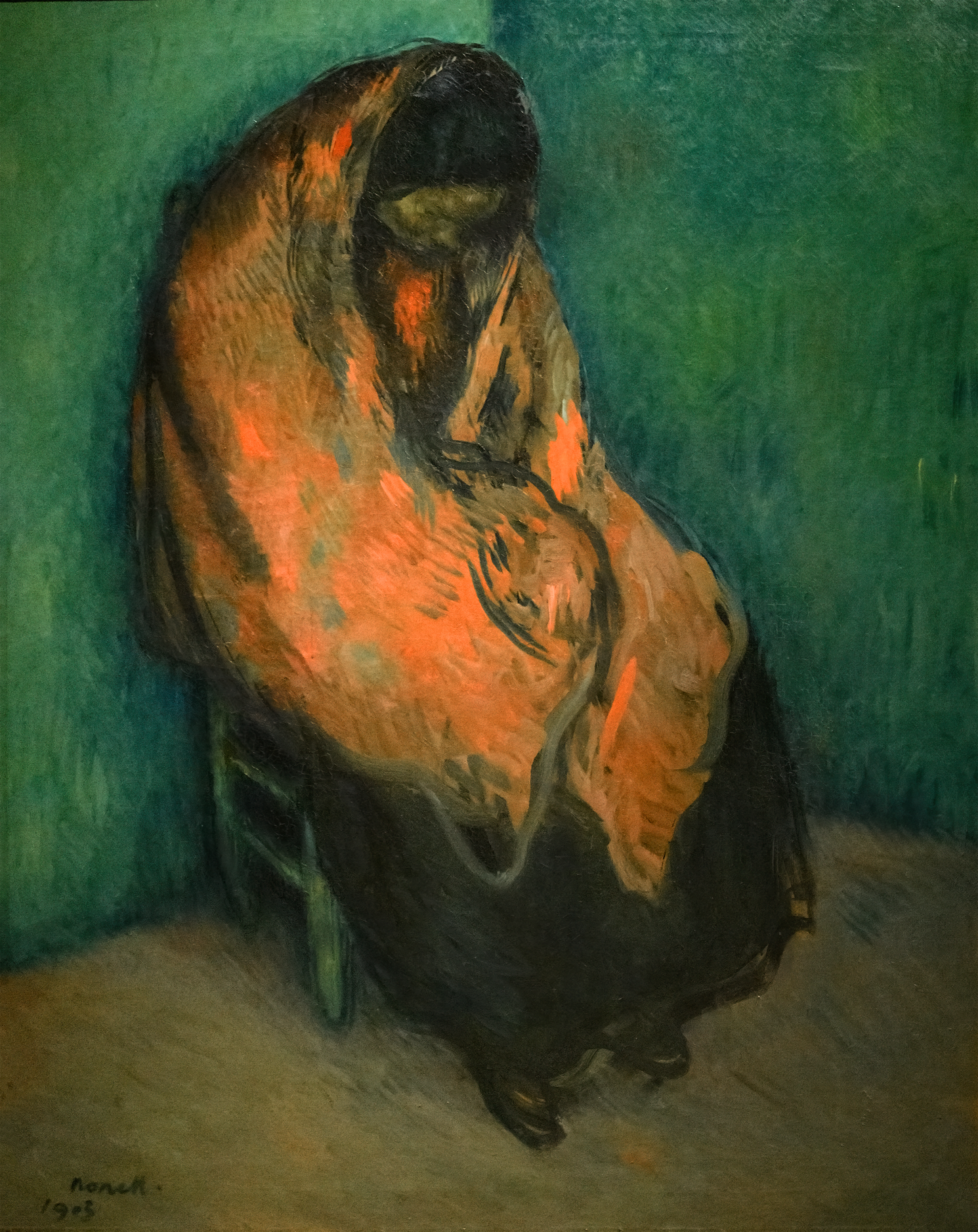
Dolores, 1903 MNAC
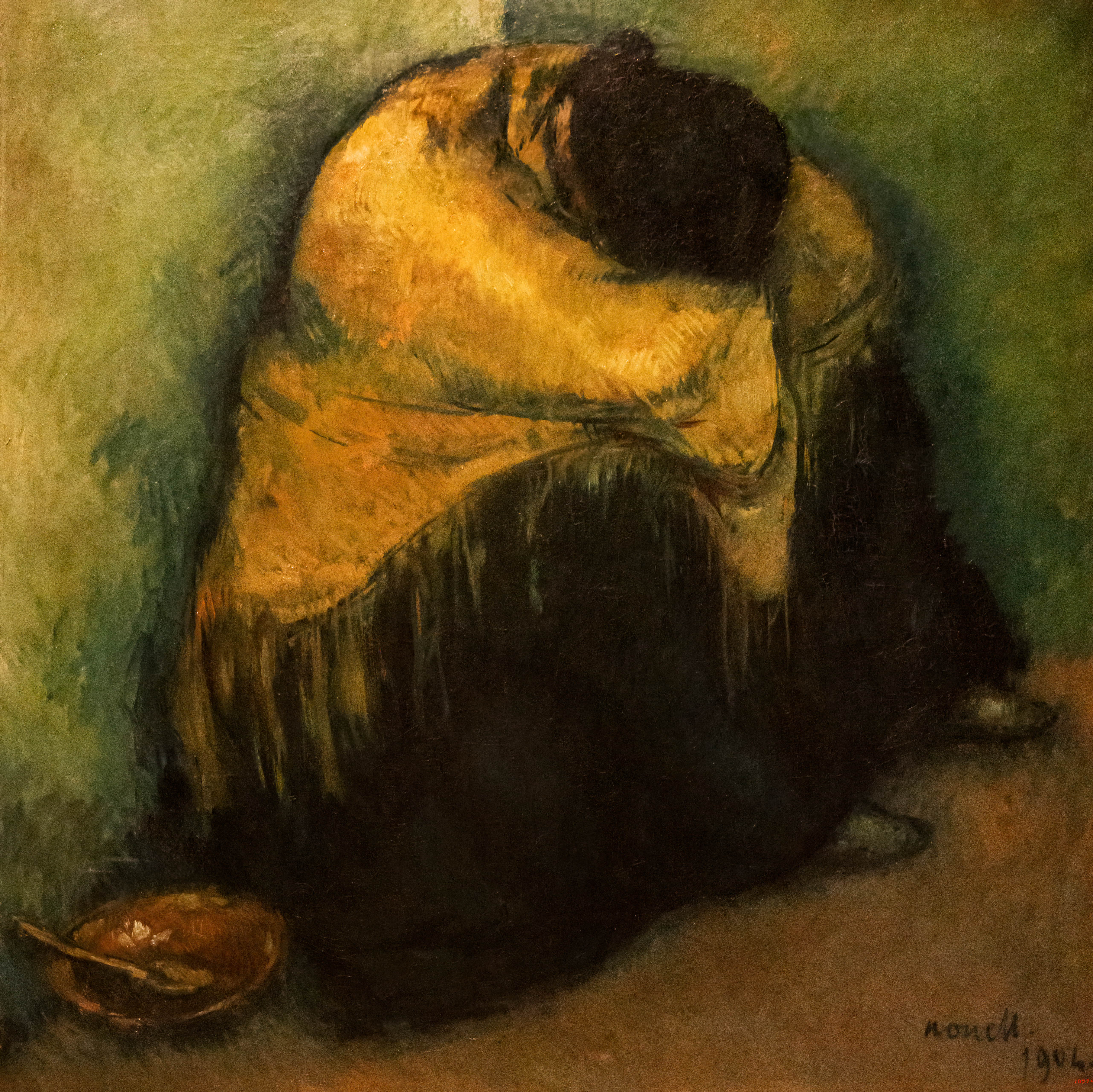
Repòs, 1904 MNAC
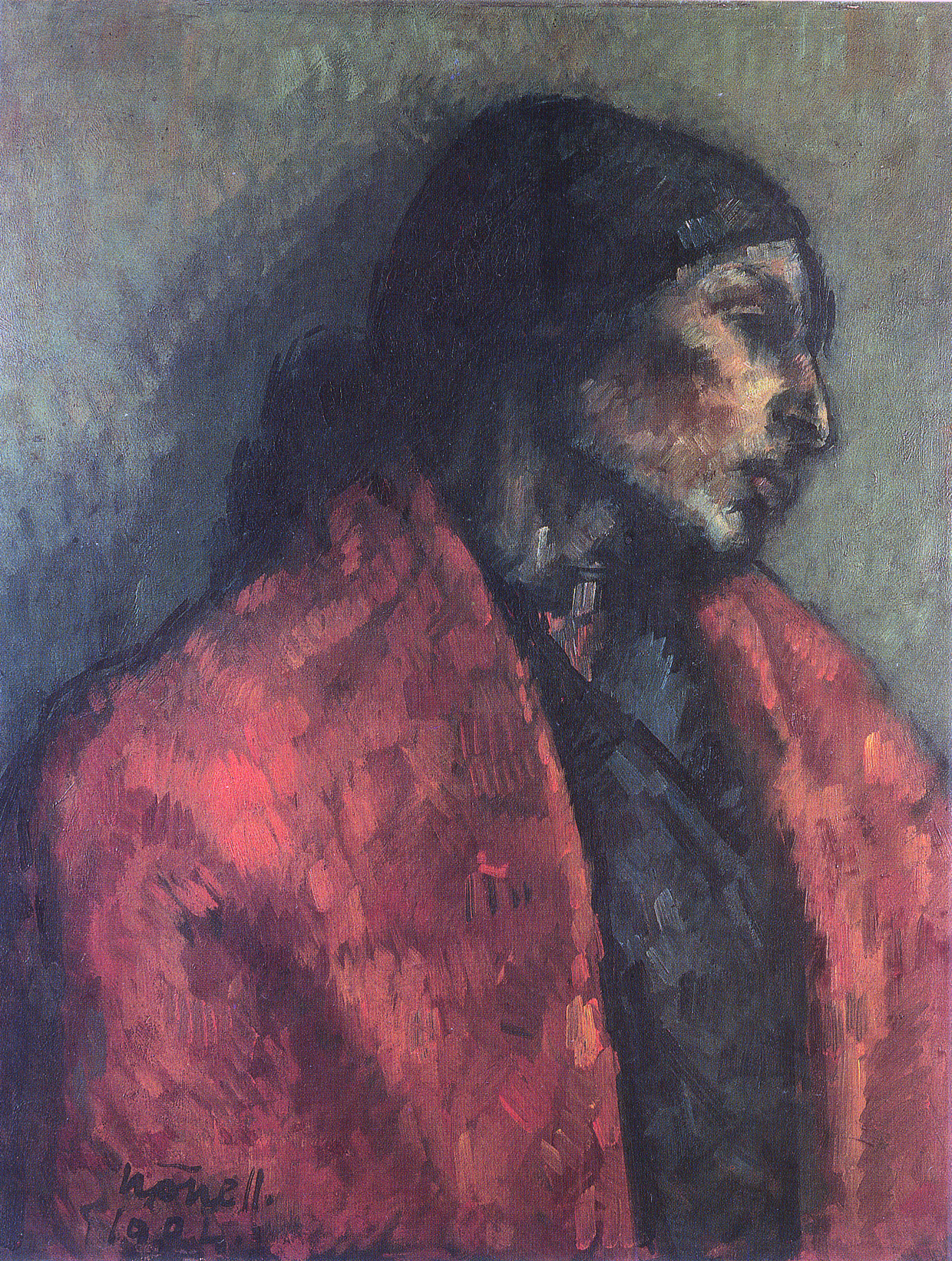
La Paloma, 1904
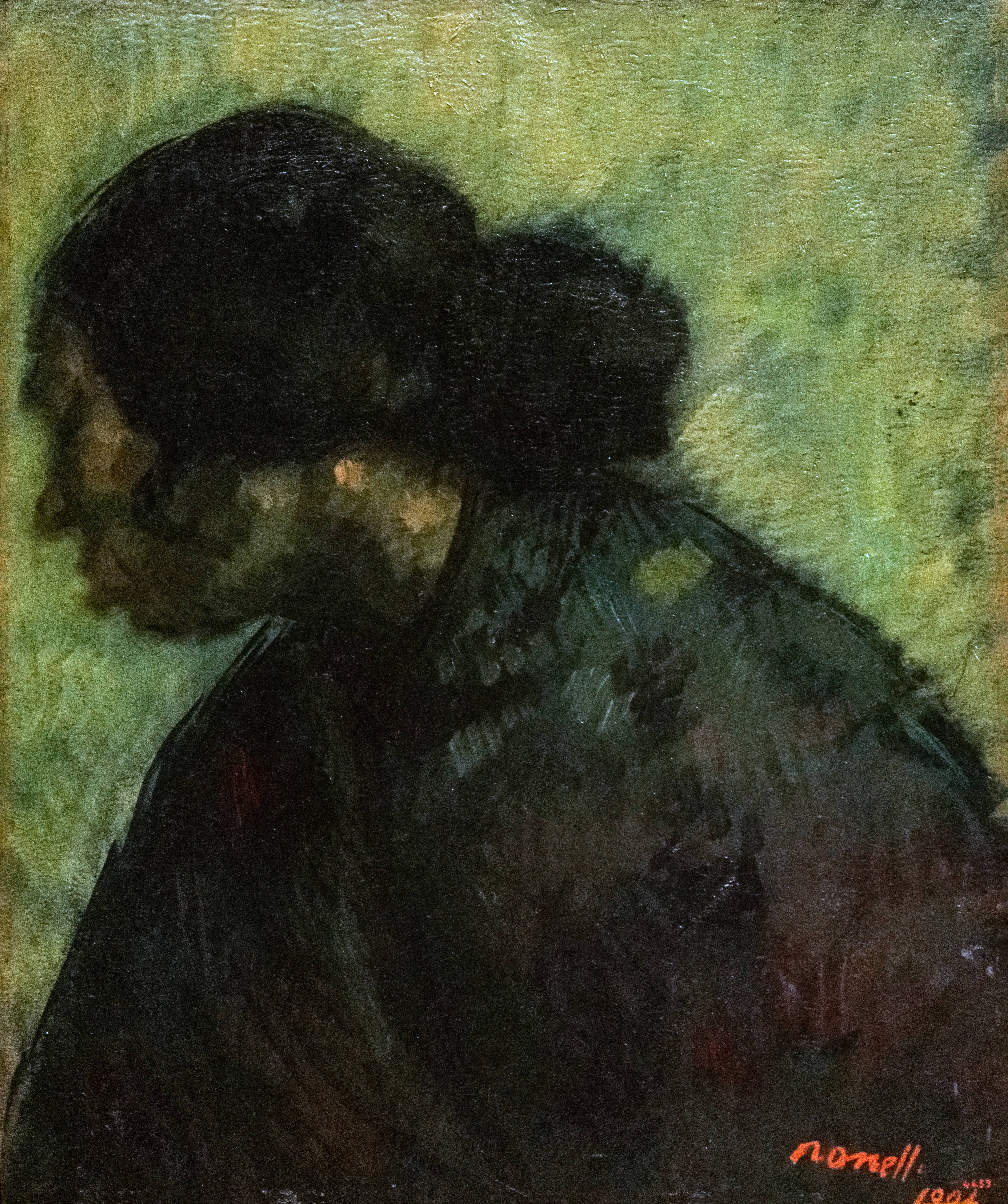
Cap de gitana, 1904 MNAC
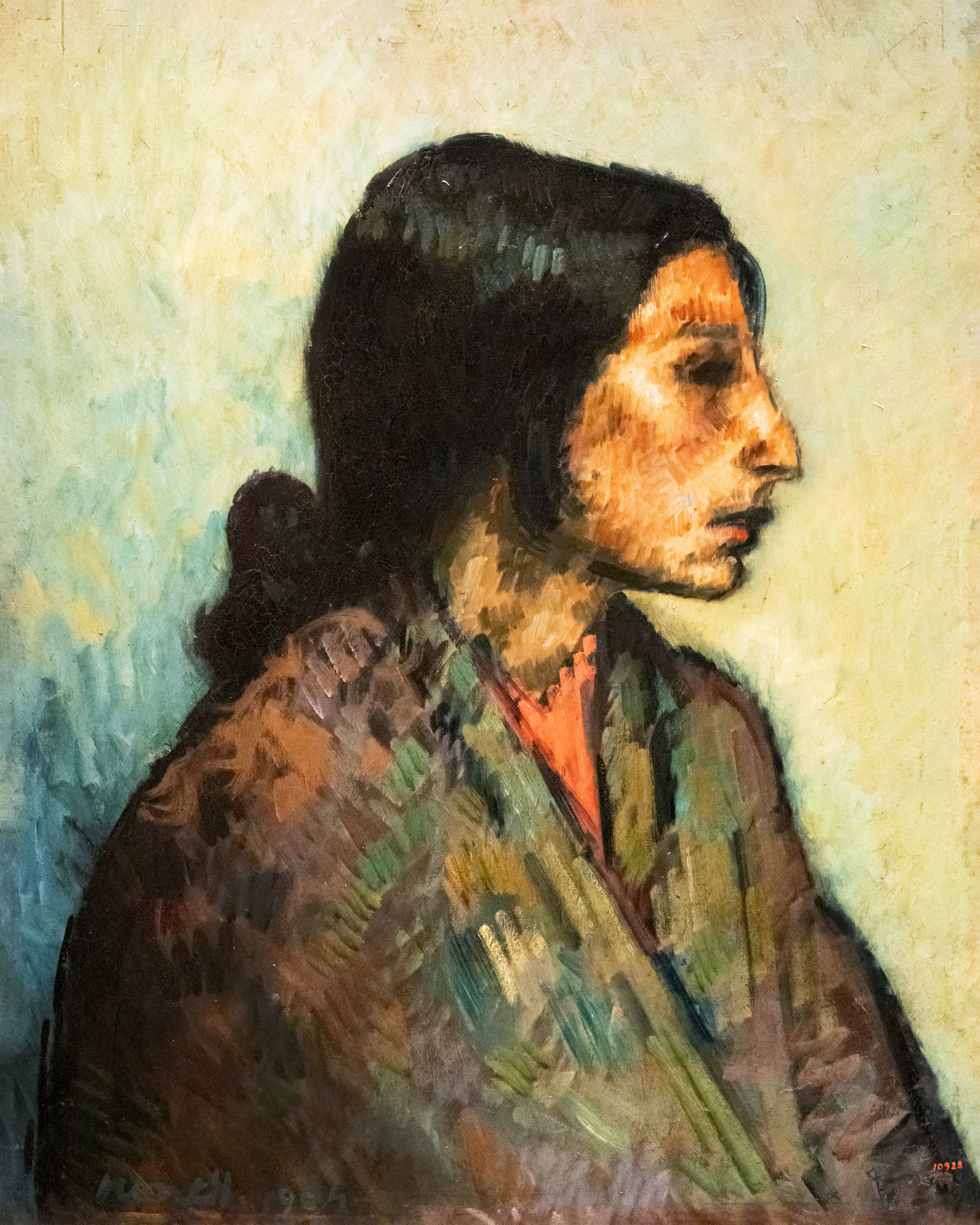
La Pelona, 1904 MNAC
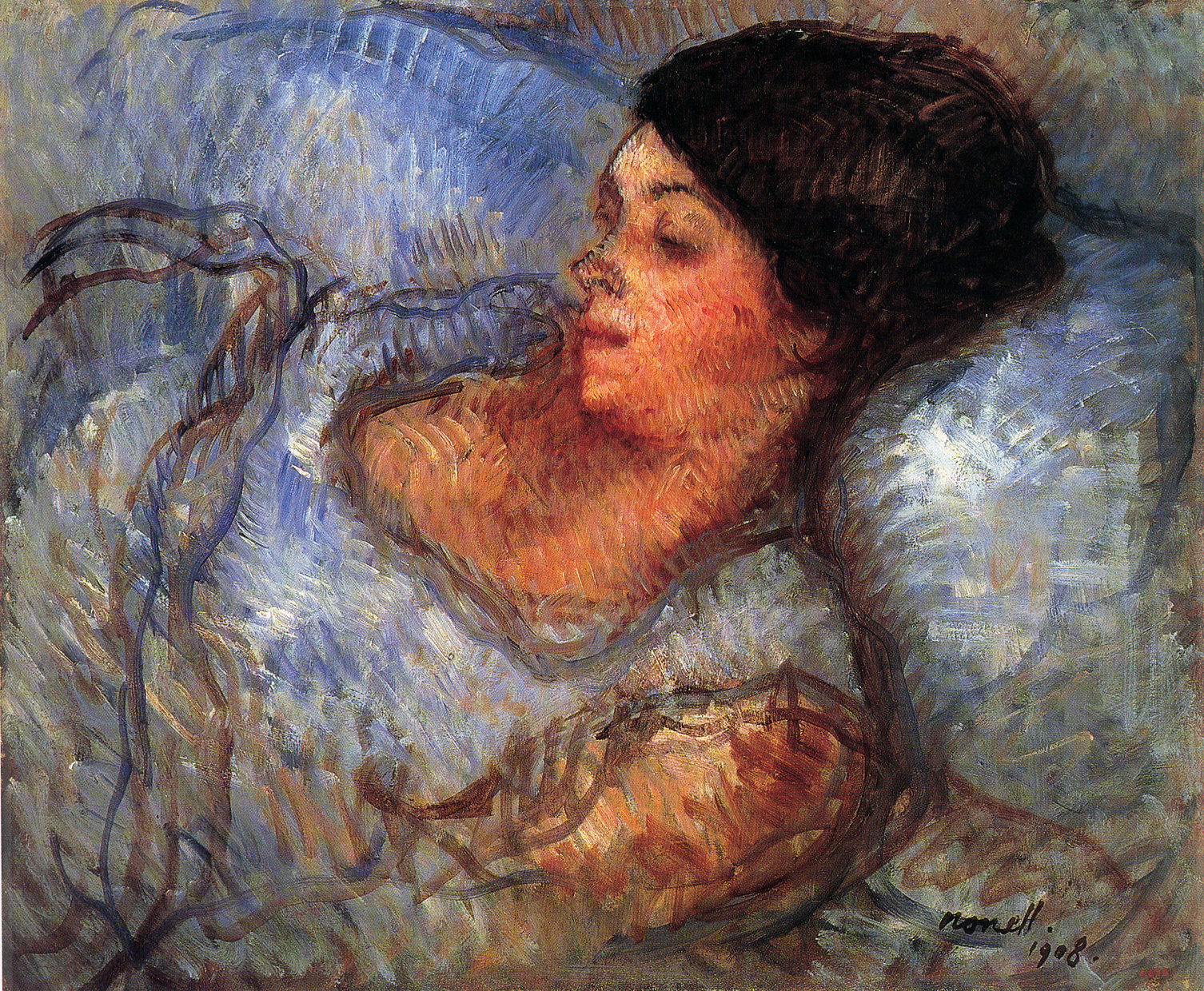
Estudi, 1908
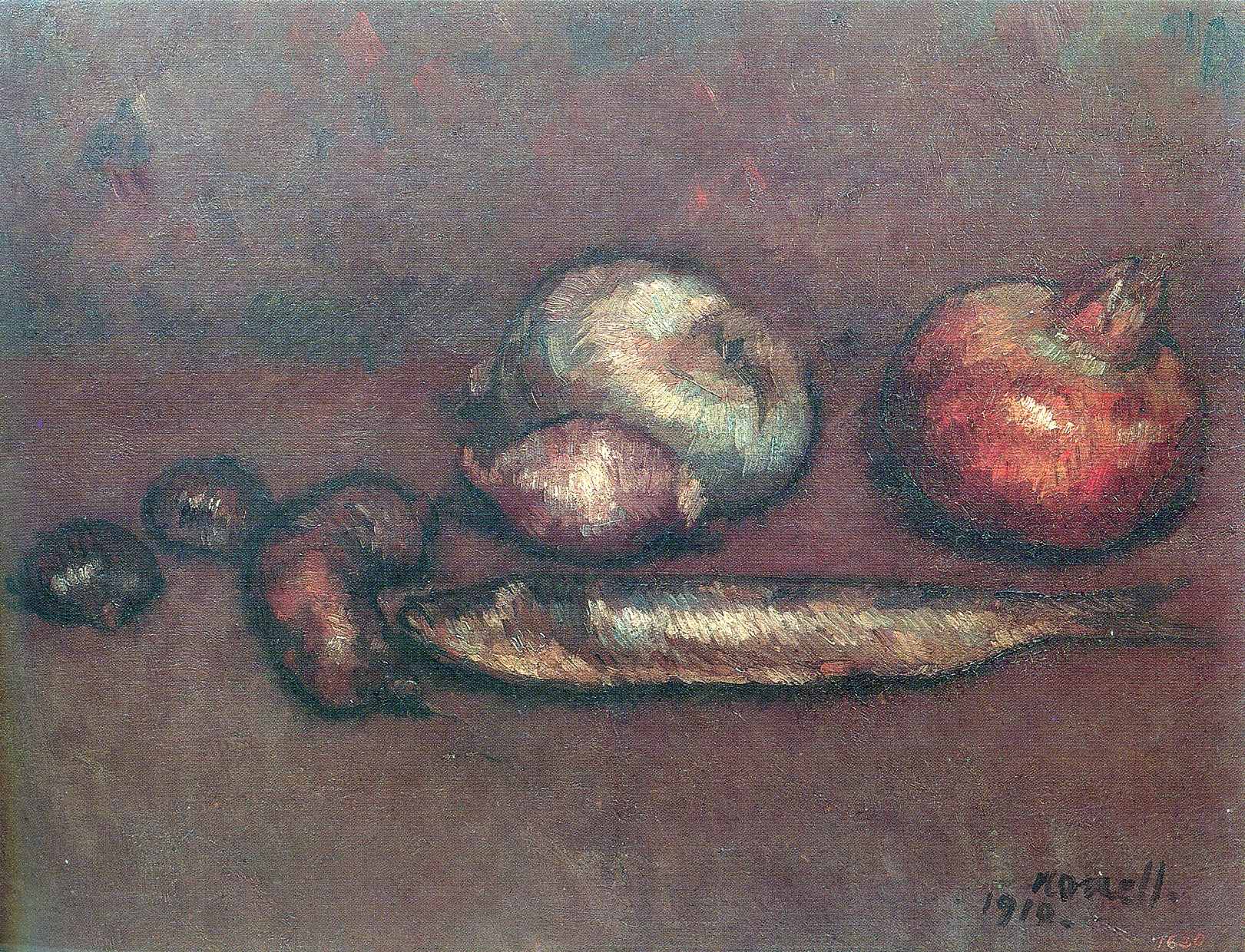
Natura morta, 1910